# 徐立信
徐立信（1975年4月3日—），中華民國政治人物，第十三至十四屆臺北市議員。

## 早年
徐立信出生於南投縣仁愛鄉合歡農場，出身農家，父親是公有地的佃農。

## 政治生涯
2014年，宣布以無黨籍身分參選第12屆臺北市議員，11月29日以9,057票居該選區落選頭而敗選。
2018年，宣布以無黨籍身分參選第13屆臺北市議員，11月24日以24,287居該選區第一高票當選，也是中正萬華區二十年來首位無黨籍當選的市議員，12月25日宣誓就職至今。
2019年9月22日，獲台灣民眾黨徵召以無黨籍參選2020年中華民國立法委員選舉臺北市第五選舉區立法委員。

## 選舉紀錄
| 年度 | 選舉屆數               | 選舉區           | 所屬政黨                        | 得票數 | 得票率 | 當選標記 | 備註 |
| ---- | ---------------------- | ---------------- | ------------------------------- | ------ | ------ | -------- | ---- |
| 2014 | 第十二屆臺北市議員選舉 | 臺北市第五選舉區 | 無黨籍                          | 9,057  | 4.65%  |          |      |
| 2018 | 第十三屆臺北市議員選舉 | 臺北市第五選舉區 | 無黨籍                          | 24,287 | 13.56% |          |      |
| 2020 | 第十屆立法委員選舉     | 臺北市第五選舉區 | 無黨籍（ 臺灣民眾黨徵召、支持） | 22,208 | 12.19% |          |      |
| 2022 | 第十四屆臺北市議員選舉 | 臺北市第五選舉區 | 無黨籍                          | 15,747 | 9.23%  |          |      |

## 事件
2005年，新聞報導徐立信擔任國民黨立委陳根德之助理並向衛生署索取法院的調查資料而曾遭函送高檢署移請律師懲戒委員會懲戒，但2013年8月23日法務部函顯示徐立信未曾受有律師懲戒處分，同年律師懲戒委員會函亦指並無受理其移送懲戒案件。
2014年，徐立信時任來來華廈社區管理委員會主任委員，與居民及里長抗議太陽花學運噪音影響周圍居民，太陽花學運領袖林飛帆對其抗議則表達歉意。
2024年，徐立信時任台北市中正、萬華選區市議員，為活絡地方經濟及幫助弱勢族群，以串連地方商圈、募資及捐贈自己年薪之方式，發行地區消費券，時任台北市長蔣萬安也到場共襄盛舉。

## 著作
- 《律師教你49招獨門讀書秘訣》（漢宇文化，2006）ISBN 978-9-8670-4661-1
- 《K書高手的讀書秘訣》（漢宇文化，2007）ISBN 978-9-8669-6676-7[13]

## 外部連結
- 台北市議員徐立信 議員簡介 （页面存档备份，存于）
- 徐立信-阿信律師服務站在Facebook的粉絲專頁
- 徐立信在Facebook的帳戶